# خيط الروح (فلم)
خيط الروح فيلم مغربي للمخرج حكيم بلعباس .

## وصلات خارجية
- مقالات تستعمل روابط فنية بلا صلة مع ويكي بيانات